# Philodoria marginestrigata
Philodoria marginestrigata är en fjärilsart som först beskrevs av Walsingham 1907.  Philodoria marginestrigata ingår i släktet Philodoria och familjen styltmalar. Inga underarter finns listade i Catalogue of Life.